# Antonio Alcalá Galiano
Antonio María Alcalá Galiano (Cadice, 1789 – Madrid, 1865) è stato uno scrittore spagnolo.
Prolifico autore, lasciò scritti politici e di critica letteraria e diverse opere autobiografiche.
Massone, fu membro della Loggia Taller Sublime di Cadice, insieme con Francisco Istúriz e Juan Álvarez Mendizábal.

## Opere
- Recuerdos de un anciano (1878)
- Memorias (1886)
- Lecciones de literatura española, francesa, inglesa e italiana del siglo XVIII
- Lecciones de derecho político y constitucional (1843).
- Apuntes para servir a la historia del origen y alzamiento del ejército destinado a Ultramar en 1 de enero de 1820